# James Patrick Stuart

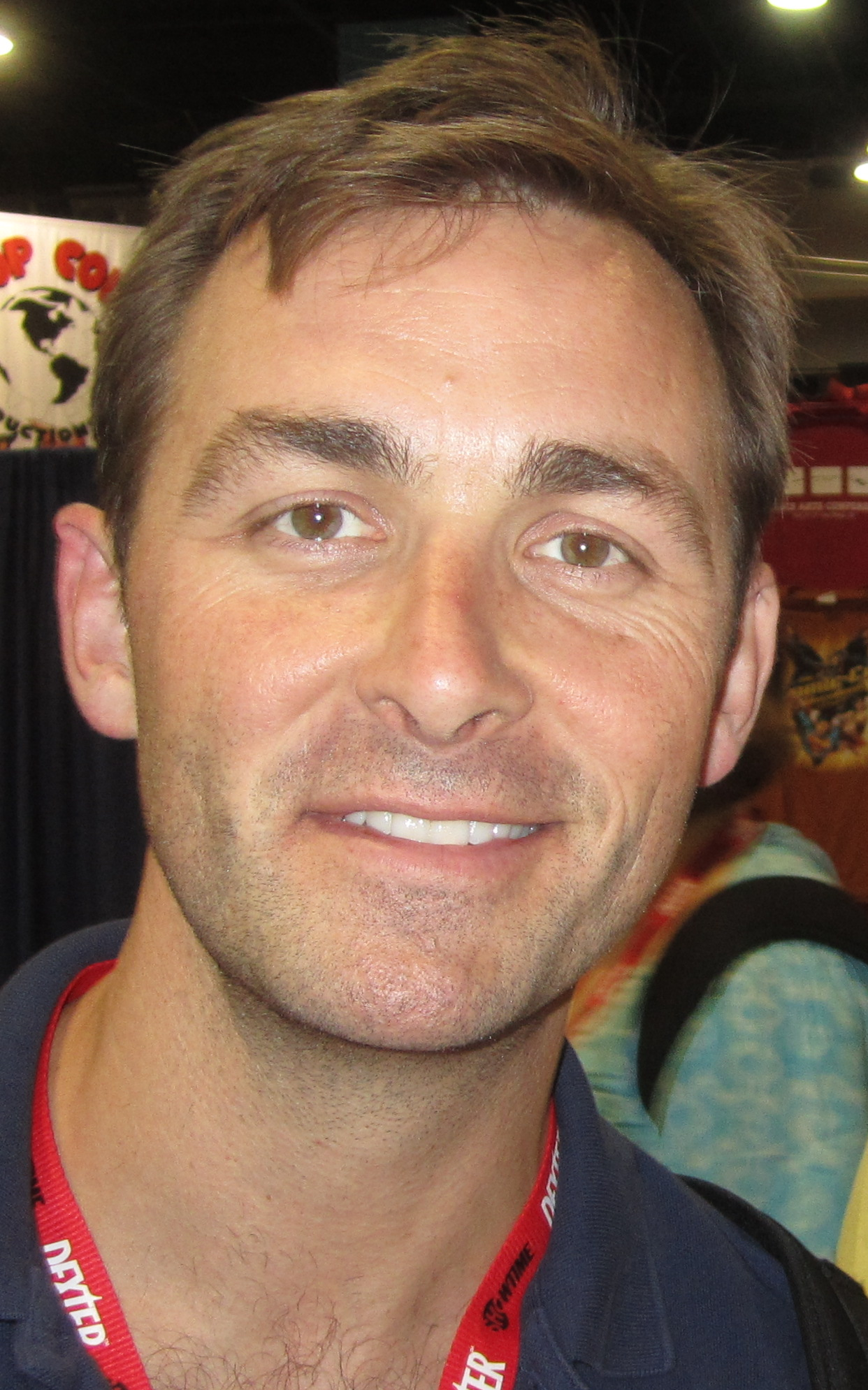
James Patrick Stuart (2010)

James Patrick Stuart (* 16. Juni 1968 in Encino, Kalifornien) ist ein US-amerikanischer Schauspieler und Synchronsprecher.
Seine Karriere begann Stuart mit einer Rolle des Dr. Zee in der kurzlebigen Fernsehserie Kampfstern Galactica von 1980. Erst 1990 trat er wieder als Schauspieler in Erscheinung und übernimmt seither vor allem Gastrollen, viele davon wiederkehrend, in den verschiedensten Fernsehserien. Zudem ist er als Synchronsprecher für Video- und Computerspiele tätig.
Stuart ist verheiratet und Vater zweier Kinder.

## Filmografie (Auswahl)
- 1980: Kampfstern Galactica (Galactica 1980, Fernsehserie, 7 Folgen)
- 1990: Pretty Woman
- 1990–1995: All My Children (Fernsehserie, 35 Folgen)
- 1993: Gettysburg
- 1996: Seinfeld, Folge 8x7 (Die Schecks)
- 1998: Babylon 5: Der erste Schritt (Babylon 5: In the Beginning)
- 2003: Gods and Generals
- 2003–2005: CSI: Vegas (CSI: Crime Scene Investigation, Fernsehserie, 8 Folgen)
- 2004–2006: Still Standing (Fernsehserie, 6 Folgen)
- 2006–2009: The Closer (Fernsehserie, 5 Folgen)
- 2008–2009: 90210 (Fernsehserie, 10 Folgen)
- 2008–2013: Die Pinguine aus Madagascar (The Penguins of Madagascar, Fernsehserie, Stimme)
- 2011–2012: Hot in Cleveland (Fernsehserie, 3 Folgen)
- 2011–2012: Supernatural (Fernsehserie, 6 Folgen)
- 2015: How to Get Away with Murder (Fernsehserie, 1 Folge)
- 2019–2022: Disney Amphibia (Fernsehserie, 29 Folgen)
- seit 2022: Die Schurken von nebenan (The Villains of Valley View, Fernsehserie)